# Milovník po přechodu
Milovník po přechodu (v anglickém originále How to Be a Latin Lover) je americký komediální film z roku 2017. Režie se ujal Ken Marino a scénáře Chris Pack a Jon Zack. Ve snímku hrají hlavní role Eugenio Derbez, Salma Hayeková, Rob Lowe, Kristen Bellová, Raphael Alejandro, Raquel Welchová a Rob Riggle. 
Do kin byl oficiálně uveden 28. dubna 2017. V České republice měl premiéru 13. července 2017. Film získal smíšené recenze od kritiků a vydělal přes 61 milionů dolarů.

## Obsazení
| Eugenio Derbez    | Maximo         |
| Noel Carabaza     | malý Maximo    |
| Vadhir Derbez     | Maximo, 21 let |
| Salma Hayeková    | Sara           |
| Manelly Zepeda    | malá Sara      |
| Raphael Alejandro | Hugo           |
| Rob Lowe          | Rick           |
| Kristen Bellová   | Cindy          |
| Raquel Welchová   | Celeste Birch  |
| Rob Riggle        | Scott          |
| Renée Taylorová   | Peggy          |
| Rob Huebel        | Nick           |
| Michaela Watkins  | Gwen           |
| Linda Lavin       | Millicent      |
| Mckenna Grace     | Arden          |
| Michael Cera      | Remy           |
| Rob Corddry       | Quincy         |
| Mather Zickel     | James          |
| Weird Al Yankovic | sám sebe       |

## Přijetí

### Tržby
Film vydělal 32,1 milionů dolarů v Severní Americe a Kanadě a 29,7  milionů dolarů v ostatních oblastech, celkově tak vydělal 61,9 milionů dolarů po celém světě. Rozpočet filmu činil 10 milionů dolarů. V Severní Americe byl oficiálně uveden 28. dubna 2017, společně s filmy The Circle, Sleight a Baahubali 2: The Conclusion. Za první víkend docílil druhé nejvyšší návštěvnosti, kdy vydělal 12,3 milionů dolarů.  Na první místě se umístil film Rychle a zběsile 8. Za druhý víkend vydělal 5,1 milionů dolarů a za třetí 3,9 milionů dolarů. 

### Recenze
Film získal smíšené recenze od kritiků. Na recenzní stránce Rotten Tomatoes získal z 25 započtených recenzí 40 procent s průměrným ratingem 5,2 bodů z deseti. Na serveru Metacritic snímek získal z 11 recenzí 54 bodů ze sta. Na Česko-Slovenské filmové databázi snímek získal 68 %. Na stránce CinemaScore získal známku za 1, na škále 1+ až 5.